# Scorpaena miostoma
Scorpaena miostoma behoort tot het geslacht Scorpaena van de familie van schorpioenvissen. Deze soort komt voor in het noordwesten van de Grote Oceaan met van Japan tot Zuid-Korea en Taiwan. Zijn lengte bedraagt zo'n 13 cm.